# Iatmul
Els iatmul són un gran grup ètnic que habita un parell de dotzenes de poblats políticament autònoms al llarg del riu Sepik a Papua Nova Guinea. Les comunitats estan més o menys agrupades d'acord amb les afinitats socioculturals i les variants dialectals de la llengua iatmul. Són coneguts pel seu art, les cases d'homes, la iniciació masculina, sistemes totèmics elaborats i un ritual famós anomenat naven, que va ser estudiat per primera vegada per Gregory Bateson als anys 30 del s. XX. Més recentment, també són coneguts per ser un destí turístic per a viatgers aventurers, a més de tenir un rol important en el film documental del 1988 Cannibal Tours.

## Història
Segons la llegenda iatmul a l'inici dels temps el món era un mar primigeni. El vent agitava les ones que cobrien la terra. Es va obrir un gran fossat original d'on va emergir la primera generació d'esperits ancestrals i herois de la seva cultura. aquests es van embarcar en una sèrie de migracions mítico-històriques. Allà on posaven el peu, la terra emergia. Al llarg d'aquestes rutes, els ancestres van anar creant el món a mesura que n'anaven anomenant les parts. Literalment, van anomenar totes les coses que el formen portant-les d'aquesta manera a l'existència: arbres, muntanyes, estrelles, vents, pluges, tributs, pobles, accions... és a dir, la totalitat del que hi ha al món. Aquests noms es coneixen com a noms totèmics i són reclamats per grups patriarcals específics (clans, llinatges i brances). Els noms totèmics són màgics i formen la base del sistema religiós. Segons els iatmul, el fossat original es troba localitzat prop del poblat de parla sawos de Gaikarobi.

## El nom iatmul
El nom de iatmul va ser encunyat per Gregory Bateson durant el seu període inicial de recerca antropològica sobre els grups lingüístics a finals dels anys 20. En un article de 1932 a la revista Oceania, Bateson va escriure “he adoptat iatmul com a mot general per al poble. Però tinc dubtes sobre si és una decisió encertada”. Al poble de Mindinbit, explicava, els habitants a la totalitat del grup lingüístic amb el nom compost de Iatmul-Iambonai. La paraula iambon es va referir llavors, i encara avui dia, al poble de parla iatmul situat més amunt del riu. Iatmul, en canvi, es referia només a un petit clan. Així doncs, l'ús de iatmul per referir-se a la totalitat del grup va ser una convenció adoptada per Bateson, estenent-se i acceptant-se àmpliament. No obstant això, el terme és rarament emprat pels mateixos membres del grup. De fet, tampoc tenen cap necessitat de referir-se a la totalitat del grup idiomàtic.
No són una tribu centralitzada i mai actuen com una sola unitat ja sigui en l'àmbit polític, social o econòmic. Tots els pobles són autònoms i tendeixen a identificar-se no com a iatmul -o com ells diuen, iatmoi-, sinó com a membres del seu clan, llinatge, poble o, a vegades, només amb el nom regional de l'època colonial, Sepik.